# Ulrich Engel (Theologe)
Ulrich Engel OP (* 4. Juni 1961 in Düsseldorf) ist ein deutscher römisch-katholischer  Theologe, Priester und Hochschullehrer.

## Leben
Ulrich Engel schloss 1980 seine Schulausbildung mit dem Abitur ab und leistete daraufhin zwei Jahre Zivildienst, anschließend begann er das Studium der katholischen Theologie an der Universität Münster. Nach zwei Jahren Studium trat er 1984 dem Dominikanerorden bei, 1985 wechselte er von Münster an die Universität Bonn, wo er sein Studium 1988 abschloss. In den folgenden beiden Jahren legte er sein Ordensgelübde ab und empfing die Priesterweihe.
Engel übernahm 1991 die Konzeptplanung des City-Pastoral-Projekts „Sankt Andreas – Offene Kirche der Dominikaner“ an der Düsseldorfer Andreaskirche, an dem er bis 2000 mitarbeitete. Ab 1996 war er Studentenmagister der dominikanischen Ordensprovinz Teutonia, der er von 2000 bis 2008 als Regens studiorum vorstand. Für die dominikanische Zeitschrift Wort und Antwort ist er seit 1996 als Chefredakteur tätig.
1998 promovierte Engel an der Universität Freiburg im Üechtland mit der Arbeit Umgrenzte Leere: zur Praxis einer politisch-theologischen Ästhetik im Anschluß an Peter Weiss’ Romantrilogie „Die Ästhetik des Widerstands“ zum Doctor theologiae und erhielt ab diesem Jahr Lehraufträge für Philosophie, Fundamentaltheologie und philosophisch-theologische Grenzfragen an der Philosophisch-Theologischen Hochschule Münster. Seit 2001 ist er Direktor des dominikanischen „Institut Marie-Dominique Chenu“ in Berlin. Weitere Lehraufträge für Systematische Theologie erhielt er seit folgenden Jahr an der Freien Universität Berlin, ebenfalls ab 2002 nimmt er als Gremienmitglied an der Deutschen Bischofskonferenz teil (seit 2002 Fachgremium der Publizistischen Kommission, seit 2006 Arbeitsgruppe „Katechese und Mission“ der Pastoralkommission und von 2007 bis 2010 Arbeitsgruppe „Institute des geweihten Lebens“ der Kommission für Geistliche Berufe und Kirchliche Dienste). Seit 2003 ist er zudem geistlicher Beirat des Katholischen Akademischen Ausländer-Dienstes, von 2005 bis 2006 bereitete er im Arbeitskreis „Gerechtigkeit“ des Zentralkomitees der deutschen Katholiken den 96. Deutschen Katholikentag vor.
An der Philosophisch-Theologischen Hochschule Benediktbeuern habilitierte sich Engel 2006 und wirkte dort als Privatdozent für Fundamentaltheologie. Es folgten weitere Lehraufträge an der Universität Potsdam (Lebensgestaltung-Ethik-Religionskunde seit 2007), der Universität Münster (Theologie seit 2008) und der Päpstlichen Universität Salamanca (Fundamentaltheologie seit 2008), von 2009 bis 2011 war Engel zudem Lehrstuhlvertreter für Dogmatik und Dogmengeschichte an der Universität Münster. Er ist Konrektor an der Philosophisch-Theologischen Hochschule (PTH) der Kapuziner in Münster und lehrt dort im Fach Philosophie den Themenbereich philosophisch-theologische Grenzfragen.
Seit 2006 ist Engel Mitglied des Redaktionsrats der Freiburger Zeitschrift für Philosophie und Theologie, seit 2008 Präsidiumsmitglied der Guardini-Stiftung und seit 2010 beratender Beirat der Zeitschrift Sciencia Tomista. Für den Ökumenischen Kirchentag 2010 war er Mitglied der Projektkommission „Wie Glauben leben? Worum im Glauben streiten? Wo Glauben erfahren?“

## Mitgliedschaften
- Genossenschaft Edition Exodus (seit 1990)
- Internationale Peter Weiss-Gesellschaft (seit 1991)
- Europäische Gesellschaft für Katholische Theologie (seit 1998)
- ProBrasil – Martim de Lima, São Paulo e.V., Düsseldorf (Gründungsmitglied und Vorsitzender seit 2000)
- Görres-Gesellschaft zur Pflege der Wissenschaft (seit 2000)
- Arbeitsgemeinschaft der Dogmatiker und Fundamentaltheologen des deutschen Sprachraums (seit 2004)
- Deutscher Hochschulverband (seit 2006)
- Deutscher Fachjournalisten-Verband (seit 2007)

## Schriften

### Monographien (Auswahl)
- Bartolomé de las Casas. Dominikaner – Bischof – Verteidiger der Indios. Matthias-Grünewald-Verlag, Mainz 1991, ISBN 3-7867-1547-5 (mit Thomas Eggensperger).
- Frauen und Männer im Dominikanerorden. Geschichte – Spiritualität – aktuelle Projekte. Matthias-Grünewald-Verlag, Mainz 1992, ISBN 3-7867-1660-9 (mit Thomas Eggensperger).
- City-Seelsorge. Perspektiven für Kirche und Stadt am Ende des 20. Jahrhunderts. Benno-Verlag, Leipzig 1998, ISBN 3-7462-1272-3.
- Umgrenzte Leere: zur Praxis einer politisch-theologischen Ästhetik im Anschluß an Peter Weiss’ Romantrilogie “Die Ästhetik des Widerstands”. LIT, Münster 1998, ISBN 3-8258-3444-1.
- Dominikanische Spiritualität (= Dominikanische Quellen und Zeugnisse, Band 1). Benno-Verlag, Leipzig 2000.
- Gott der Menschen. Wegmarken dominikanischer Theologie. Matthias-Grünewald-Verlag, Ostfildern 2010, ISBN 978-3-7867-2839-9.
- Europa als Versprechen: philosophisch-theologische Debattenbeiträge. Passagen-Verlag, Wien 2010, ISBN 978-3-85165-962-7.
- Politische Theologie »nach« der Postmoderne. Geistergespräche mit Derrida & Co. Grünewald, Ostfildern 2016, ISBN 978-3-7867-3094-1.

### Herausgeberschaften
- Dominikanische Quellen und Zeugnisse (DQZ). Benno-Verlag, Leipzig 2000 ff. (mit Thomas Eggensperger in Verbindung mit Barbara Hallensleben, Wolfram Hoyer, Franz Müller, Guido Vergauwen)
- Quellen und Forschungen zur Geschichte des Dominikanerordens. Neue Folge (QFD.N.F.). Akademie-Verlag, Berlin 2001–2008. (Bände 10–15, mit Walter Senner, Kaspar Elm, Isnard Wilhelm Frank, Ulrich Horst.
- Collection Chenu (CC). Morus Verlag Berlin (Bände 1 & 2), Matthias-Grünewald-Verlag, Mainz / Ostfildern (ab Band 3) 2001 ff. (mit Christian Bauer, Thomas Eggensperger)
- Kultur und Religion in Europa (KuRiE). LIT, Münster 2004 ff. (mit Thomas Eggensperger, Frano Prcela)
- Christentum im Zeitalter der Interpretation. Passagen-Verlag, Wien 2004. ISBN 3-85165-671-7 (mit Gianni Vattimo, Richard Schröder, Thomas Eggensperger)